# Andrew Rossi

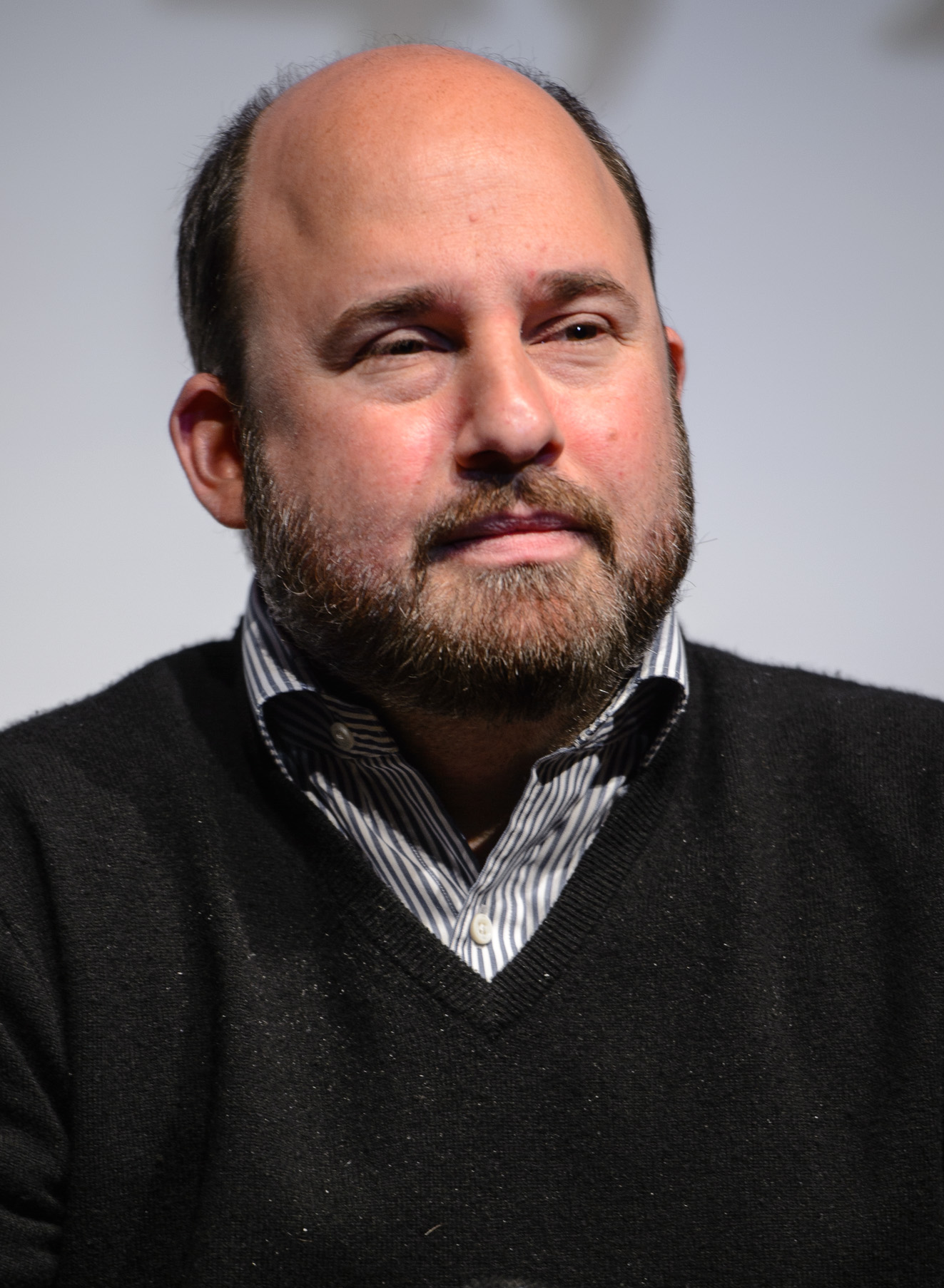
Andrew Rossi (2014)

Andrew Rossi ist ein US-amerikanischer Dokumentarfilmer, der in seinen Filmen bisher sowohl Regisseur, Produzent als auch Kameramann war.

## Leben
Rossi wuchs in New York City auf und studierte an der Yale University und graduierte an der Harvard Law School. Er begann als Produzent des Films Control Room im Jahre 2004 und schuf bis zum Jahre 2011 weitere drei Dokumentarfilme in Spielfilmformat in der dreifachen Rolle als Regisseur, Produzent und Kameramann. 2013 wurde er von CNNFilms beauftragt, für sie weitere Dokumentarfilme für Aufführungen sowohl im Fernsehen als auch in Kinos zu produzieren.
2018 wurde er in die Academy of Motion Picture Arts and Sciences berufen, die jährlich die Oscars vergibt.

## Filmografie
- 2004: Control Room.
- 2004: Eat This New York.
- 2007: Le Cirque: A Table in Heaven.
- 2011: Page One: Inside The New York Times.[2][3]
- 2014: Ivory Tower.